# Нетбол
Нетбол је традиционално женски спорт. Ову игру је предложила Мартина Бергман-Остерберг 1893. године.

## Историја порекла
Нетбол је настао као варијација кошарке и временом се развио у самосталан спорт за жене. Кошарку је 1891. године измислио Канађанин Џејмс Нејсмит, који је радио као наставник физичког васпитања у Спрингфилду у Масачусетсу. Игра се брзо проширила широм Сједињених америчких држава. Године 1892. Сенда Беренсон, шефица физичког васпитања на колеџу Смит у Масачусетсу, прилагодила је правила за жене. Али тек када је нова игра погодила Енглеску, постала је заиста популарна.
Мартина Бергман-Остерберг је представила нову игру својим студентима на Лондонском колеџу у Хемпстеду 1893. године. Убрзо су правила измењена, кошеве су заменили обручи са мрежама, а игра је почела да се игра на трави; уведена су и правила из америчке верзије женске кошарке. Нова игра Мартине Остерберг зове се „нетбол“. Убрзо се игра брзо проширила по Британској империји, почетком 20. века стигла је до Аустралије, да би 1906. дошла на Нови Зеланд.

## Правила
Игра се између две екипе које покушавају да убаце лопту у противнички кош на висини од 3,05 метара (10 стопа). У нетболу, кош се зове гол. Пречник прстена: 380 мм (15 инча). Лопта је обично направљена од коже или гуме, има обим од 680 до 710 мм (27 до 28 инча) и треба да тежи између 397 и 454 грама (14 до 16 унци).
Простор за игру је димензија 15,25 м к 30,5 м (50 к 100 стопа) и подељен је у три одвојене зоне (или "трећине"). Са обе стране терена налазе се полукружне области - голове („кругови за гађање“) полупречника 4,9 м (16 стопа).
У различитим земљама, број играча у тиму се креће од 7 до 9, али у холандској верзији нетбола, корфболу, тим се састоји од 12 играча. Године 1956. Сједињене Државе и шест земаља Британског Комонвелта увеле су стандард од 7 играча по тиму, који је касније усвојила Међународна федерација нетбол асоцијација (ИФНА), основана 1960. године.
Сваком играчу се додељује једна од седам „улога“, које су на његовом формулару означене великим словима и које одговарају посебном делу терена за игру:
- Снајпер (ГС, Гоал Шутер). Простор за игру је трећина напада и противнички гол.
- Нападач (ГА, Гоал Атак). Простор за игру је централна трећина терена и нападачка трећина, укључујући и противнички гол-простор. Само ГС и ГА могу да пуцају у противнички обруч.
- Крилни нападач (ВА, Винг Атак). Простор за игру је централна трећина и нападачка трећина, искључујући противнички гол-простор.
- Централни играч (Ц, центар, не мешати са центром у кошарци). Ово је главни играч за повезивање. Има највећу покривеност - може да игра свуда осим у гол-простору.
- Бочни дефанзивац (ВД, Винг Дифенсе). Простор за игру је централна трећина и одбрамбена трећина.
- Одбрамбени играч (ГД, Гол Дифенсе). Простор за игру је централна трећина и одбрамбена трећина, укључујући и гол простор.
- Голман (ГК, Голман). Простор за игру је простор за гол и трећина одбране.

Утакмица је подељена на 4 четвртине по 15 минута. Лопта се додаје по терену од играча до играча, а играчи морају додирнути лопту у свакој трећини терена, односно лопта се не може бацити из зоне одбране у зону напада. Играчи могу држати лопту највише три секунде и морају је пустити пре него што нога на којој су стајали приликом примања лопте поново дотакне тло, тако да је кретање са лоптом забрањено, постаје немогуће да један играч дрибла лопту кроз цео простор. У поређењу са кошарком, игра је мање контактна и више тактичка.

## Нетбол у свету

### Нетбол терен
Нетбол је један од најраспрострањенијих спортова, посебно у земљама Британског Комонвелта. Према Међународној нетбол федерацији (ИФНА), нетбол игра више од 20 милиона људи у више од 70 земаља. Земље учеснице ИФНА подељене су у 5 регионалних група: Африка, Америка, Азија, Европа и Океанија.
На Новом Зеланду, нетбол је други најпопуларнији спорт, одмах иза голфа, а у Аустралији је први најпопуларнији спорт међу женама.
Прво светско првенство у нетболу одржано је 1963. године, са тимовима из 11 земаља.
Од 1998. године у оквиру Игара Комонвелта одржавају се турнири у нетболу. Први такав турнир одржан је у Куала Лумпуру. Нетбол је посебно популаран у Океанији.
Више од 600.000 људи учествовало је у кампањи за укључивање нетбола на Летње олимпијске игре у Лондону 2012. Међу онима који су потписали петицију био је и Гордон Браун, који је тада био премијер Велике Британије.
Године 1995. МОК је признао нетбол као олимпијски спорт, али није укључен у програм Олимпијских игара.

## Светска првенства у нетболу
| Година | 1. место    | 2.место                | 3. место               | Место одржавања                  | Број тимова |
| ------ | ----------- | ---------------------- | ---------------------- | -------------------------------- | ----------- |
| 1963   | Аустралија  | Нови Зеланд            | Енглеска               | Истборн, Енглеска                | 11          |
| 1967   | Нови Зеланд | Аустралија             | Јужноафричка Република | Перт, Аустралија                 | 8           |
| 1971   | Аустралија  | Нови Зеланд            | Енглеска               | Кингстон, Јамајка                | 9           |
| 1975   | Аустралија  | Енглеска               | Нови Зеланд            | Окленд, Нови Зеланд              | 11          |
| 1979   | Аустралија  | Нови Зеланд            | Тринидад и Тобаго      | Порт-оф-Спејн, Тринидад и Тобаго | 19          |
| 1983   | Аустралија  | Нови Зеланд            | Тринидад и Тобаго      | Сингапур                         | 14          |
| 1987   | Нови Зеланд | Тринидад и Тобаго      | Аустралија             | Глазгов, Шкотска                 | 17          |
| 1991   | Аустралија  | Нови Зеланд            | Јамајка                | Сидней, Аустралија               | 20          |
| 1995   | Аустралија  | Јужноафричка Република | Нови Зеланд            | Бирмингем, Енглеска              | 27          |
| 1999   | Аустралија  | Нови Зеланд            | Енглеска               | Крајстчерч, Нови Зеланд          | 26          |
| 2003   | Нови Зеланд | Аустралија             | Јамајка                | Кингстон, Јамајка                | 24          |
| 2007   | Аустралија  | Нови Зеланд            | Јамајка                | Окленд, Нови Зеланд              | 16          |
| 2011   | Аустралија  | Нови Зеланд            | Енглеска               | Сингапур                         | 16          |
| 2015   | Аустралија  | Нови Зеланд            | Енглеска               | Сиднеј, Аустралија               | 16          |
| 2019   | Нови Зеланд | Аустралија             | Енглеска               | Ливерпул, Енглеска               | 16          |
| 2023   | Аустралија  | Енглеска               | Јамајка                | Кејптаун, Јужноафричка Република | 16          |
| 2027   |             |                        |                        | Аустралија                       |             |

## Мушке и мешовите екипе
Међународна нетбол федерација ИФНА не признаје мушки и мешовити нетбол. За разлику од женског нетбола, такви тимови готово не привлаче пажњу спонзора и навијача и као резултат тога су сами себи довољни.
Мушки и мешовити нетбол постали су популарни у Аустралији 1980-их, када су мушкарци долазили да гледају како играју рођаци и пријатељи. Прво првенство Аустралије за мушкарце одржано је 1985. године. Године 2004. Нови Зеланд и Фиџи су послали тимове да се такмиче на мешовитом и мушком првенству Аустралије.
Мушки нетбол се такође игра у Енглеској, Канади, УАЕ, Кенији, Јамајци и Пакистану.